# Medische Zending Suriname
De Medische Zending (MZ), voluit Medische Zending Primary Health Care Suriname, is een Surinaamse organisatie die primaire gezondheidszorg biedt aan afgelegen dorpen in het binnenland van Suriname. 

## Geschiedenis
De wortels van de Medische Zending liggen in het werk van de Evangelische Broedergemeente Suriname of hernhutters. Op 3 oktober 1740 kwam de eerste arts uit deze kringen, J. Franz Reynier met zijn echtgenote aan in Suriname. Hij was echter vooral leider van de zending en kwam nauwelijks aan medisch werk toe, aangezien de hernhutters in deze tijd sterk gewantrouwd werden door de blanke bevolking van Suriname en er voldoende artsen waren. Aantekeningen waaruit blijkt dat er ook medische handelingen zijn verricht, dateren voor het eerst uit de tweede helft van de 18e eeuw.
In 1765 begon de Broedergemeente met werk onder de marrons toen Ludwig Christiaan Dehne, Rudolf Stoll en Thomas Jones zich bij de Sentheakreek aan de Surinamerivier vestigden. Zij kwamen respectievelijk uit Duitsland, Zwitserland en Engeland. Naast hun zendingswerk deden zij incidenteel ook medisch werk. De eerste medische handeling was op 7 januari 1766 een aderlating bij een marron. Deze overleed niettemin een maand later. In 1788 werd in het voormalige Fort Sommelsdijk een eerste, klein zendingsziekenhuis opgericht door broeder C. Seitz, die dit tot 1817 leidde. Uitgezonden zendelingen kregen een eenvoudige medische training. De omvang daarvan bleef tot de 20e eeuw nog beperkt. In Botopasi bevond zich van 1919 tot 1962 een eenvoudige polikliniek. Verder werd in 1924 in Granman Staal een ziekenhuis gebouwd waar de verpleging van patiënten in hangmatten gebeurde. Ook op andere plaatsen in het binnenland werden kleine poliklinieken met ziekenzaaltjes opgericht.
Op 2 januari 1974 werd de Stichting Medische Zending der Evangelische Broedergemeente in Suriname (Medizebs) opgericht die het werk van de Broedergemeente in het binnenland overnam. Daarnaast was sinds 1960 de Amerikaanse baptistische Door to Life Mission actief onder de bovenlandse Indianen. In 1966 droeg zij haar medisch werk over aan de Stichting Medische Zending Suriname. In 1968 werd ook het medisch werk van de katholieke missie verzelfstandigd en ondergebracht in de Pater Ahlbrinck Stichting. In 1977 werden de stichtingen onder de koepelorganisatie Medische Zending verantwoordelijk voor de gezondheidszorg in het binnenland. Sindsdien wordt de Medische Zending vanuit overheidsmiddelen gefinancierd. Ze valt sindsdien onder het ministerie van Volksgezondheid. De coördinatie van het werk vond plaats vanuit het Diaconessenhuis in Paramaribo.
In 2001 wijzigde de officiële naam in Medische Zending Primary Health Care Suriname (MZPHCS).

## Gezondheidscentra
Medische Zending exploiteert 52 centra voor primaire gezondheidszorg in het Surinaamse binnenland. Er is verder nog de medische boot Profosu die vanaf Brownsweg Mamadam en andere locaties aan het Brokopondostuwmeer aandoet..
- Afobaka
- Agaigoni
- Puleowime
- Apoema
- Baling Soela
- Brokopondo
- Brownsweg
- Cottica
- Debikè
- Djoemoe
- Drietabiki
- Gakaba
- Godoro
- Goejaba
- Heikoenoenoe
- Jawjaw
- Kajana
- Kambaloea
- Kawemhakan
- Klaaskreek
- Kwakoegron
- Kwamalasamoetoe
- Ladouanie
- Langatabiki
- Lebidotie
- Maréchalkreek
- Nason
- Nieuw-Koffiekamp
- Nieuw-Lombe
- Nieuw-Jacobkondre
- Paloemeu
- Peleloe Tepoe
- Phedra
- Poesoegroenoe
- Pokigron
- Semoisie
- Sipaliwinisavanne
- Soekoenale
- Stoelmanseiland
- Victoria
- Witagron

### Tijdelijk bij het MMC
Op 1 november 2017 nam het Mungra Medisch Centrum klinieken van de Medische Zending over. In oktober 2023 werd deze situatie weer teruggedraaid en sindsdien vallen de klinieken in de volgende dorpen weer onder de Medische Zending.
- Apoera
- Corneliskondre
- Donderskamp
- Kalebaskreek
- Tapoeripa
- Washabo